# Правительство Уэльса
Правительство Уэльса (валл. Llywodraeth Cymru, англ. Welsh Government) — деволюционное правительство Уэльса. Правительство состоит из министров и заместителей министров. Его возглавляет первый министр, обычно лидер крупнейшей партии в Сенедде, который назначает министров и заместителей министров с одобрения Сенедда. Правительство отвечает за представление политики в деволюционных областях (таких как здравоохранение, образование, экономическое развитие, транспорт и местное самоуправление) на рассмотрение Сенедда и за реализацию политики, одобренной им.
Текущее правительство Уэльса является лейбористской администрацией меньшинства, сформированной после выборов в Сенедд 2021 года. Вон Гетинг, занимавший пост первого министра Уэльса с марта 2024 года, объявил о своей отставке в июле того же года.

## Имущество
Правительство Уэльса имеет в общей сложности 18 основных и операционных офисов по всему Уэльсу. Также имеется офис в Вестминстере. Кроме того, в Уэльсе есть 7 специализированных объектов, включающих склады, центры управления дорожным движением и павильон на территории Королевской валлийской ярмарки.
У правительства также есть 21 офис, расположенный в 11 странах за пределами Великобритании: Бельгии, Канаде, Китае, Франции, Германии, Ирландии, Индии, Японии, Катаре, ОАЭ и США
Исторически большинство сотрудников валлийского офиса находились в Кардиффе, особенно в Катайс-Парке. Однако в 2002 году обзор Фуллертона пришёл к выводу, что "Ассамблея больше не может поддерживать большинство своих операционных функций в Кардиффе и его окрестностях". С 2004 года государственные служащие правительства Уэльса были перемещены по всему Уэльсу в рамках Стратегии размещения, которая предусматривала создание новых офисов в Мертир-Тидвиле, Аберистуите и Лландидно-Джанкшене. В 2006 году слияние агентств "Образование и обучение Уэльса", "Валлийское туристическое агентство" и "Валлийское агентство по развитию" с правительством Уэльса привело к включению офисов этих агентств в имущественный комплекс правительства Уэльса.
Офис первого министра находится в Tŷ Hywel в Кардифф-Бее; также имеется офис в здании правительства Уэльса в Катайс-Парке, где расположено большинство государственных служащих правительства Уэльса, работающих в Кардиффе.

## Бюджет
Уэльс получает бюджетное ассигнование от правительства Великобритании, определяемое по формуле Барнетта, которое составляет примерно 80% бюджета Уэльса. Оставшиеся 20% поступают от деволюционных налогов, таких как налоги на недвижимость, налог на земельные сделки, налог на захоронение отходов и валлийские ставки подоходного налога. Эти налоги собираются и управляются Валлийской налоговой службой, за исключением подоходного налога, который собирается Налогово-таможенной службой Его Величества от имени правительства Уэльса.
Правительство Уэльса излагает свои планы по расходам и финансированию на предстоящий финансовый год осенью.
Сенедд рассматривает бюджет и связанные с ним планы по налогообложению и расходам.